# Mistrzostwa Świata w Zapasach 1904
Mistrzostwa Świata w Zapasach 1904 odbyły się 23 maja 1904 w mieście Wiedeń (Austria).

## Styl klasyczny
| Konkurencja | Złoto            | Srebro         | Brąz             |
| ----------- | ---------------- | -------------- | ---------------- |
| -75 kg      | Severin Ahlqvist | Hans Schneider | Andreas Wolf     |
| +75 kg      | Rudolf Arnold    | Anton Schmitz  | Heinrich Wolfram |

## Tabela medalowa
| Lp. | Państwo              | Złoto | Srebro | Brąz |
| --- | -------------------- | ----- | ------ | ---- |
| 1.  | Cesarstwo Austrii    | 1     | 1      | 2    |
| 2.  | Dania                | 1     | 0      | 0    |
| 3.  | Cesarstwo Niemieckie | 0     | 1      | 0    |